# Thiago Martins
Thiago Martins, född 17 mars 1995 i São João Evangelista, är en brasiliansk fotbollsspelare.
2018 flyttade Martins till Yokohama F. Marinos. Med Yokohama F. Marinos vann han japanska ligan 2019. Han blev utsedd till J.Leagues "Best Eleven" 2019.